# Polyenaria ciliata
Polyenaria ciliata är en skalbaggsart som beskrevs av Dewailly 1950. Polyenaria ciliata ingår i släktet Polyenaria och familjen Melolonthidae. Inga underarter finns listade i Catalogue of Life.